# Lista de membros correspondentes da Academia Brasileira de Ciências empossados em 2015
Esta lista contém os nomes dos membros correspondentes da Academia Brasileira de Ciências empossados em 2015. 
| Imagem | Nome                       | Datas de nascimento e falecimento       | Local de nascimento | Área de especialização | Alma mater                          | Data de posse      | Conhecido por | Referências       |
| ------ | -------------------------- | --------------------------------------- | ------------------- | ---------------------- | ----------------------------------- | ------------------ | --- | ----------------- |
|        | Chunli Bai                 | 26 de setembro de 1953                  | China               | Ciências Químicas      | PKU, China                          | 05 de maio de 2015 | Presidente da Academia Chinesa de Ciências e Academia Mundial de Ciências para o Avanço da Ciência em Países em Desenvolvimento. | [ 2 ]             |
|        | David Paul Landau          | 22 de junho de 1941                     | St. Louis, EUA      | Ciências Físicas       | Universidade de Princeton, EUA      | 05 de maio de 2015 | | [ 3 ]             |
|        | Étienne Ghys               | 29 de dezembro de 1954                  | Lille, França       | Ciências Matemáticas   | ENS de Fontenay-Saint-Cloud, França | 05 de maio de 2015 | | [ 4 ]             |
|        | Jean Robert David          | 06 de abril de 1931 20 de junho de 2021 | França              | Ciências Biológicas    |                                     | 05 de maio de 2015 | Doutor Honoris Causa pela UFRJ                                                                                                   | [ 5 ] [ 6 ] [ 7 ] |
|        | Laura Cunha Rodrigues      | 19 de novembro de 1952                  | Brasil              | Ciências da Saúde      | USP                                 | 05 de maio de 2015 | | [ 8 ]             |
|        | Ludger Aloisius Wessjohann | 19 de maio de 1961                      |                     | Ciências Químicas      | Universidade de Hamburgo, Alemanha  | 05 de maio de 2015 | | [ 9 ]             |
|        | Mauro Perretti             | 11 de maio de 1960                      | Itália              | Ciências Biomédicas    | UNIFI, Itália                       | 05 de maio de 2015 | | [ 10 ]            |
|        | Thomas Mario Liebling      | 15 de setembro de 1942                  | La Paz, Bolívia     | Ciências da Engenharia | Amerinst, Bolívia ETHZ, Suíça       | 05 de maio de 2015 | | [ 11 ]            |